# Rotundiclipeus canariensis
Rotundiclipeus canariensis is een eenoogkreeftjessoort uit de familie van de Rotundiclipeidae. De wetenschappelijke naam van de soort is voor het eerst geldig gepubliceerd in 1988 door Huys.